# Когу
Когу — озеро на территории Сосновецкого сельского поселения Беломорского района Республики Карелии.

## Общие сведения
Площадь озера — 2,1 км², площадь водосборного бассейна — 16,8 км². Располагается на высоте 122,4 метров над уровнем моря.
Форма озера продолговатая: оно вытянуто с севера на юг. Берега каменисто-песчаные, местами заболоченные.
С юго-западной стороны из Когу вытекает ручей без названия, втекающий по левому берегу в реку Вару, впадающую в озеро Берёзовое. Последнее соединяется короткой протокой с озером Тунгудским, через которое протекает река Тунгуда, впадающая в реку Нижний Выг.
В озере расположено не менее трёх безымянных островов различной площади.
К западу от озера проходит просёлочная дорога.
Код объекта в государственном водном реестре — 02020001311102000008685.